# 浆果薹草
浆果薹草（学名：Carex baccans），又名紅果薹，为莎草科薹草属下的一个植物种。分布于印度、马来西亚、越南、尼泊尔、台湾岛以及中国大陆的云南、贵州、海南、福建、四川、广西、广东等地，生长于海拔200米至2,700米的地区，多生于河边、林边以及村边，目前尚未由人工引种栽培。